# Berkeley Springs
Bath (Berkeley Springs) é uma cidade  localizada no estado norte-americano de Virgínia Ocidental, no Condado de Morgan.

## Demografia
Segundo o censo norte-americano de 2000, a sua população era de 663 habitantes. 
Em 2006, foi estimada uma população de 701, um aumento de 38 (5.7%).

## Geografia
De acordo com o United States Census Bureau tem uma área de 
0,6 km², dos quais 0,6 km² cobertos por terra e 0,0 km² cobertos por água.

## Localidades na vizinhança
O diagrama seguinte representa as localidades num raio de 32 km ao redor de Bath (Berkeley Springs). 